# 上成公
上成公（?—?），密县（今河南省新密市）人。东汉方士。道教神话人物。
上成公曾离家许久不归，以后回到家，对其家人说：“我已成仙。”再次辞家而去。家人见他举步越来越高，良久没入云中。据说，当时许多人包括陈寔、韩韶，都目睹其事。